# Самар Валерій Валерійович
Валерій Валерійович Самар (нар. 31 серпня 2001, Київ, Україна) — український футболіст, центральний захисник «Лівого берега».

## Життєпис
Народився в Києві, вихованець столичної «Зміни». У ДЮФЛУ з 2014 по 2019 рік виступав за київську «Зміну-Оболонь». На початку серпня 2019 року опинився в структурі «Олександрії». У сезоні 2019/20 років виступав за юнацьку (U-19) команду «городян», а наступного сезону — за молодіжну. Вперше до заявки першої команди «Олександрії» потрапив  30 вересня 2020 року на переможний (4:1) поєдинок кубку України проти петрівського «Інгульця», але просидів усі 90 хвилин на лаві запасних. Вперше до заявки на Прем'єр-ліги України ппотрапив 4 жовтня 2020 року, на програний (2:3) виїзний поєдинок 5-го туру проти донецького «Олімпіка», але знову просидів усі 90 хвилин на лаві запасних. Сезон 2021/22 років розпочав виступами за юнацьку команду клубу. У лютому 2022 року побував на перегляді в «Ниві», але тернопільській команді не підійшов. На початку червня 2022 року вільним агентом залишив «Олександрію».
Наприкінці липня 2023 року підсилив «Лівий берег». У футболці столичного клубу дебютував 2 серпня 2023 року в переможному (2:1) виїзному поєдинку 2-го раунду кубку України проти «Чернігова». Валерій вийшов на поле в стратовому складі та відіграв увесь матч. У Першій лізі України дебютував 19 серпня 2023 року в програному (1:2) виїзному поєдинку 4-го туру групи Б проти петрівського «Інгульця». Самар вийшов на поле в стартовому складі та відіграв увесь матч. Першим голом за «Лівий берег» відзначився 17 вересня 2023 року на 12-й хвилині переможного (6:0) домашнього поєдинку 8-го туру групи Б Першої ліги України проти кременчуцького «Кременя». Валерій вийшов на поле в стартовому складі та відіграв увесь матч. У сезоні 2023/24 років зіграв 12 матчів (1 гол) у Першій лізі, 3 матчі в кубку України та 4 поєдинки в Турнірі за місце в УПЛ. В останньому з вище вказаних турнірів «Лівий берег» став переможцем та вперше у власній історії здобув путівку до еліти українського футболу.
У Прем'єр-лізі України дебютував 4 серпня 2024 року в програному (0:1) виїзному поєдинку 1-го туру проти черкаського ЛНЗ. Самар вийшов на поле в стратовому складі та відіграв увесь матч.